# 家事使用人

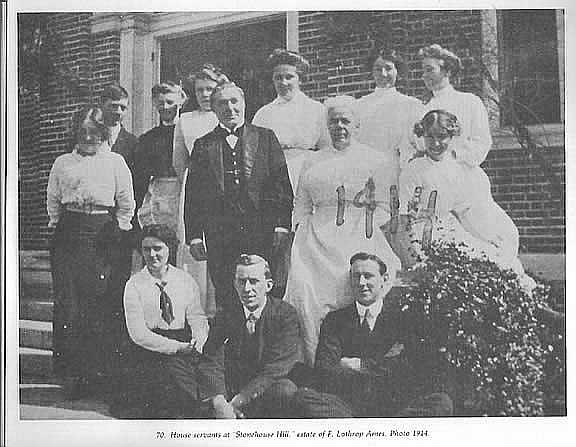
1914年のアメリカ合衆国における家事使用人

家事使用人（かじしようにん）は他者の家庭において屋内の作業を行う職業。英語圏では Domestic worker、Domestic servant などという。中世的な召使い・家臣から近代的な労働者への過渡的な存在であり、自分の意志で主人（雇用者）を選ぶ自由を持ったが、主人と対等な人格を認められることはなく、全面的な服従を求められた。衒示的消費の典型として、中流階級の繁栄とともに多くの労働人口、特に産業革命によって伝統的家族経済が崩壊し現金収入のために労働せざるを得なくなった女性を引きつけ、19世紀末から20世紀初頭までのイギリスにおいて最大の職業集団となった。ヴィクトリア朝イギリスに通底する「家庭の天使」、「完全な淑女」といった理念を支え、リスペクタビリティやスノビズムと深く結びついていたため、ヴィクトリア朝を象徴する職業の一つといわれる。
20世紀前半までは圧倒的にフルタイム・住み込みでの形態が主流であったが、20世紀半ばまでにはそのような雇用形態の家事使用人は廃れ、現在ではオ・ペア（au pair, 語学留学などの際、ホスト・ファミリーの家事を手伝うかわりに少額の謝礼が支払われる）やパートタイムの家事労働者が主流となっている。

## 概説

### 歴史的前提としての奉公制度
家事使用人の作業内容という点から見ると、同様の職業は人類の歴史上いたる所にみることができる。奴隷労働力が多く供給されていた古代社会においては家内奴隷の仕事であり、自由民の仕事ではなかった。農業などの主たる産業の生産を奴隷に依存していなかった古代エジプトやメソポタミアのような社会でも、家事労働に従事する家内奴隷は一般的だったのである。しかし人口が伸び悩んだ中世になると、少なくとも西ヨーロッパにおいて、奴隷制はあまり一般的ではなくなり、それと共に家事労働についてまわった奴隷身分という烙印も薄れていく。特に中世のイングランドでは、若い貴族がより高位の貴族の屋敷において行儀見習いの一環として奉公するという慣習が存在していた。清教徒革命による社会混乱を期に男性の紳士見習いは下火となったが、それ以降も、貴族女性は自分の身近に置く侍女は良家出身者から選び続けていた。
これら奉公人は必ずしも貴族の屋敷のみで見られた存在ではない。多くの奉公人が出身とした、小農場主たちの家庭においても奉公人たちの姿は見ることができた。生家を離れ、自分と同じか、より上位の階層に属する「家族」に入り、独立し世帯を構えることが可能となるまでの期間を過ごすという習慣は、当時のイギリス社会における広範な階層において見られた奉公制度の一環であった。なお当時の「家族」は、家計を共にする集団全体を意味し、血縁のみならず奉公人までも含んでいたため、社会的に高位なほど、多くの奉公人を受け入れることとなり、「家族」の規模は大きくなった。このような大家族では「家族」全体が家父長の支配・監督下に置かれており、奉公人たちは衣食住を保障される代わりに、「子供」に似た地位にある存在として「父親」である家長にほぼ全面的に従属していた。なぜなら当時の共同体を構成する単位は個人ではなく、家長を中心とした家そのものであったため、家長のみが世帯主として共同体における権利を主張できたのであり、彼との関係がなければ、奉公人に限らず「家族」の成員は社会的にいかなる発言権も持っていなかった。

### 家族関係の変化
従属的な立場にあったとはいえ、生産と労働が主である中小の農場主たちの世帯においては本当の家族のように手厚く扱われることも少なくなかったようである。小農場主の妻であれば奉公人と並んで家事労働を行うことも珍しくはなく、奉公人との社会的出自も大きくは違わなかったため、しばしば見分けがつかないこともあった。主人と奉公人、両者の間の峻別が進むのは18世紀のことである。産業革命と囲い込みによって生じた伝統的家族経済から消費者経済への転換は、生産単位でもあった「家族」を単なる消費の場へと変化させた。それに伴い、家族の延長であった奉公人も共同体から切り離された労働者である使用人としての性質を強めていく。
主人と使用人との社会的立場の乖離は別の要因からも加速された。農業革命により生産性が高まって以降、イギリス農業は効率化を推し進めヨーロッパにおける農業先進国としての地位を確立していたが、農業生産の増加と穀物価格の上昇は農場主たちの経済力を確実に向上させ、18世紀末までには料理人や複数の使用人を雇用することを可能にしていた。このことは、かつては家事使用人と並んで家事や農作業を行っていた農場主の妻たちが家事と家業から手を引くことを意味した。使用人たちを働かせ妻をあらゆる種類の労働から引き離しておく事は家長たる夫の経済力の証明となり、それはやがてリスペクタビリティを示す上で不可欠なこととなっていく。

### 雇用者の増加
農場主が複数の家事使用人を雇用可能になったことと平行して、家事使用人を雇用することが可能な、潜在的な主人たちが増加を始めていた。元々、家事使用人を雇用していた人々は主に地主貴族、農場主など農村における有力者、いわば農業資本家たちであったが、商業革命の結果、商人や専門職など中間層と呼ばれる人々が興隆し始めたのである。彼らが新たな雇い主となり家事使用人の数は急速に増加し、17世紀までに役人、専門職、商人などは男性に比べて安価だった女性使用人を雇用しているようになっていた。その後、ミドルクラスの成長と足並みを揃えながら、家事使用人の数は増加の一途をたどり、19世紀末から20世紀初頭に最盛期を迎える。その背景にある要因として、家事使用人の雇用が衒示的消費の最たるものであったこと、そのために所属階級の指標と見なされていたことが挙げられる。またイギリス帝国の拡大に伴う本国における深刻な女性人口の過剰、そして何より他に選択肢となりうる職業の欠如も挙げられる。

### 女性使用人への転換
中世においては貴婦人の侍女や洗濯婦を除くと家事使用人の職はほぼ男性によって占められていた。その要因として中世までの使用人はその根本的な性質において封建的な家臣であり、有事の際には戦力として見做されたこと、また伝統的な家族経済においてはそもそも女性が現金収入のために正規の労働力として働きに出る必要がなかったことが挙げられる。
しかし、この男女比は18世紀後半を境に大きく変化する。アメリカ独立戦争の戦費を賄うため、全ての室内男性使用人に対し課税が行われるよう（使用人税）になると、多くの職において男性に代わり女性が雇用されるようになった。その他にも男性使用人の賃金が高騰した上に、事あるごとに主人や来客に対し「心付け」を要求するなど、「反抗的な」態度がしばしば指摘され、そのために、より従順で扱いやすいと考えられた女性が使用人に適すと考えられたことを忘れてはならない。女性使用人の先天的性質を服従と忠誠に結びつけることは言うまでもなく「幻想」であったのだが、産業革命の進展にともない家事使用人に代わる雇用が生まれ、立場が向上した男性とは異なり、同じ産業革命により伝統的な仕事（糸紡ぎなど）が失われたにもかかわらず、鉱山周辺や新興工業都市以外では家事使用人に代わる雇用が存在しなかったため、女性使用人は男性使用人より従順にならざるを得なかった。
ただ、使用人税を境に大きく減少したものの、男性は依然として家事使用人として重要な役割を占めていた。コストの点では圧倒的に女性使用人が安価であったが、男性使用人はその高いコスト故に衒示的消費としての価値を高めたためである。

### 家事使用人の衰退期
第一次世界大戦は人類史上初の総力戦であり、イギリスも他国の例に漏れず、全国民、全産業を挙げて戦争に協力し、家事使用人も例外ではなかった。男性、特に若者たちを給仕や従者などに従事させていることが批判されたのに加え、愛国心に駆られた雇用者たちが使用人に対して従軍を奨めることもしばしば行われた。彼らはイギリスに勝利をもたらすべく屋敷を離れ、戦場あるいは工場へと職場を変えていった。男性使用人のみならず、女性使用人にとっても第一次世界大戦は一つの転機であった。多くの男性人口が軍隊に流入した結果、男性によって占められていた工場労働者、店員、事務員といった職が極端な人手不足となったのである。これらの欠員を埋めるべく、臨時に他産業から労働資源の再配分が行われた。女性労働人口の大部分が従事し、イギリス国内において最大の職業人口を誇った“domestic service”がその供給源となったのである。
家事使用人たちが新たに得た職は戦争終結と同時に復員した男性によって再び占められることとなるが、家事使用人以外の選択肢が示されたという点で、この一時的な解放は大きな意味を持った。これ以降、使用人たちは以前から感じていた不満（雇い主との差別待遇、私生活に対する干渉、いつ終わるとも知れない労働など）をより強く意識するようになる。自由を求める家事使用人と従来の「節度」を守らせようとする雇用者の軋轢は第二次世界大戦を経て更に続き、多くの人々が家事使用人ではなく、タイピストなどの新しい職業を選択する。戦後の社会変化で（多人数の）家事使用人を雇用する生活自体が過去のもの、あるいは特権的なものとなるにつれ（20世紀末以降は王室や日本皇族邸にいるのみ）、かつては中流以上のすべての世帯で見られた家事使用人の存在はごく限られた一部の富裕層にしか見られない「貴重品」となっていった。

## 日本での歴史
日本では大宝律令から始まる律令制で資人(5位以上に与えられる)が存在した。また、官戸、家人、公奴婢・私奴婢のような奴隷の形で存在した。平安中期になると、下人、所従のような私的隷属民が現れるが南北朝時代で自立し、次第に年季奉公という形になっていく。

## 家事使用人をめぐる言説

### 二つの国民
当時のイギリス社会には富める者と貧しい者を別々の「二つの国民」として捉える考え方が存在していた。ディズレーリの小説『シビル』に由来するこの言葉は単純な経済状態のみならず、社会的、政治的な立ち位置をも含んだ概念である。労働者と中・上流、支配する側とされる側、家事使用人の存在はこのどちらに属するか、そのことを端的に示す要素として理解されていた。

### リスペクタビリティとスノビズム
ヴィクトリア朝における家事使用人の急増を理解するためにはリスペクタビリティとスノビズムについて理解する必要がある。リスペクタビリティとはイギリスにおける社会的立場を示す「立派さ」のことであり、家事使用人の雇用にみられる衒示的消費はリスペクタビリティを示す手段の一つであった。家事使用人を雇用し家事労働からの解放を示すことは、下層中流階級にとって辛うじて可能な衒示的消費であった。
当時のイギリス社会では、社会的により上層のリスペクタブルである（立派な）文化や生活様式を模倣することで、階級的な差別化を図るスノビズムと言われる行動が広く行われており、ヴィクトリア朝において未曾有の繁栄を遂げた中流階級はジェントルマンたちの生活をこぞって模倣した。今日の耐久消費財のようにステータス・シンボルとなったそれらは旅行であったり、馬車であったりしたが、中でも最も一般的であったのが家事使用人である。上流階級とは即ち有閑階級であり、「働かない人々」であった。上流階級のように家事使用人を使役することによって、生活のための労働から解放された存在であることを誇示し、リスペクタブルな身分であることを周囲に示そうとした。勿論、十分な数の使用人を雇うことができる上層中流階級以上の人々ならともかく、たった一人の使用人を雇うのがやっと、という最下層の中流階級の家庭であれば、家事からの解放など望むべくもなかった。しかし、彼らは救貧院から就業可能年齢の13歳に達したばかりの少女を極めて安価に雇い入れてまで中流階級としての体面を保とうとしたのである。

### パーフェクト・レディ
「完全な淑女」、生活のための労働は勿論、家事使用人により家事からも解放された存在。ヴィクトリア朝の中流階級において追い求められた偶像である。どの程度の家庭で実現されていたかの目安には、女性使用人の統括を職務とするハウスキーパーの存在がある程度有効であろう。使用人の管理すら家政婦に委ねていれば、「完全な淑女」として異論の余地はないと思われるからである。しかし、家政婦の雇用が可能となる収入は一般的中流階級として恥ずかしくない程度に「リスペクタブル」と見做される三人の使用人というラインを大きく上回っている。こうした事情から、中流家庭においては完全に労働から解放されることは実際には不可能であった。

## イギリスにおける家事使用人の状態

### 仕着せと家事使用人
家事使用人、特に女性使用人は特定の装いで描写される。一般にメイド服として知られるこの服装が定着したのは19世紀になってからのことである。それ以前の女性家事使用人は既製服が一般的でなく、衣服が高価であったため、雇い主が着古した服を身につけることも多かった。それで、しばしば雇い主とも使用人とも面識のない人間から見た場合、どちらが雇い主であるのか分からず混乱を生じる場合があった。19世紀に急速に増加した中流階級、特にその下層においては立ち居振る舞い、教養などをとっても労働者階級に属する家事使用人たちとそれ程大きな差はなかったゆえであった。少なくとも、下層中流階級であれば地主貴族と労働者を比較した場合明らかに後者との距離の方が短かったことは否定できない。そこで、家事使用人の立場を明確にし、雇い主との差別化を図るために考案されたのが、仕着せ、いわゆる「メイド服」である。
メイド服には午前用と午後用の二種類が存在し、一般に知られている、黒のドレスに白いエプロン、白いキャップという服装はフォーマルに合わせた午後用のものである。もう一方の午前用の仕着せは淡い青かピンクのプリント地の服である。どちらの場合も家事使用人としての立場を明示的に示すための記号としての役割を、作業着としての性質とともに合わせ持っており、カチューシャなどのアクセサリー類が存在する余地はなかった。これらの服は原則的に家事使用人の自弁とされており、雇用に際して前もって準備することが求められていた。これらの服を、替えも含めて準備するとなるとかなり纏まった金額が必要となり、娘を働きに出す労働者階級の家庭にとっては大きな負担となった。幸運に恵まれれば慈善家からの援助を受けることもできたが、多くの場合は本人が見習いを兼ねてパートタイムの家事労働で初期費用を賄う必要があった。都市部などでは互助会などによる積み立てを利用することもあった。
男性使用人の場合は女性使用人とは異なり、基本的に仕着せは雇い主によって支給されていた。これは中流階級にとって女性使用人は雇っていて当然の存在と見做されていたのに対し、男性使用人は給与が高額であったために中流でも上層に位置する家庭でしか雇用できず、華美な仕着せによって積極的に存在を示すべきものだったためである。このような男性使用人、特に従僕には仕着せに加え、髪粉なども支給されていた。

### 待遇と生活
"below stairs"とは、家事使用人の生活を端的に表す言葉である。「階下」という言葉の通り、家事使用人は多くの場合、地下室で生活をしていた。これに対し、地上で生活する雇い主一家は“up stairs”と呼ばれた。男性使用人と女性使用人の両方が雇われている場合、女性使用人は屋根裏に寝泊まりすることのほうが多かったにせよ、その待遇は地下室と大差なかった。また家事使用人について特筆すべきはその給与である。19世紀を通じて家事使用人の給与はほとんど変化がなかった。これは当時の経済成長からみて異様に思われる。事実、労働者の平均賃金は1850年から1900年の間に1.8倍にまで上昇している。しばしば紅茶、砂糖、ビールといった嗜好品については別途費用が支給されることもあったが、それを加味しても給与は決して十分とは言えなかった。原則的に食費が必要なく、蝋燭の燃えさし、客人からのチップなどの、時には給金に匹敵した職業上の「役得」があってはじめて家事使用人は生活していくことができた。
都市に比べて農村では家事に加えて農業や酪農にかり出されたり、地主貴族に比して中流の家庭では元を取ろうとより酷使される傾向があったりと、地域や雇い主によって細かな差はあったが、家事使用人の仕事は総じてオーバーワークであった。比較的条件の良い貴族の屋敷でさえ、厳密な時間管理と巧妙な連携、そして個人の奮闘があって初めて作業をこなすことができた。低賃金と重労働のため、家事使用人は常によりよい条件の職場を求めており、次々と世帯を渡り歩くこともしばしばであった。

### 雇用と求職
中世の奉公人とは異なり、使用人は雇い主を選ぶ自由を持っていたが、反面、仕事は自分で探す必要があり、職の紹介は非常に重宝された。特に農村出身者が初めて家事使用人の職に就く場合は地域の有力者が然るべき職場を紹介することが多かった。都市出身よりも従順でつらい仕事にもよく耐えると考えられていたため、農村出身者は然るべき紹介さえあれば比較的容易に働き口を見つけることが可能であった。また家族の噂話を近隣に広めないためには可能な限り遠方出身者を雇用することが望ましいとも考えられていた。
有力者に縁故がない場合、代わって斡旋を行ったのは小売業者であった。さまざまな家庭に出入りする商人はどの家庭が人手を欲しがっているかをよく認識していた。また友人・同僚の紹介という手段も有効であった。雇用主や上司の性格など職場内部の情報を事前に詳しく聞くことができるという点でこの方法は優れていた。
これといったつてのない地方出身者は雇用市を利用した。これは特に農場主の家庭に雇われる家事使用人に利用されることが多い方法で、職種を表す箒やスプーンを持ち使用人を探す人たちに自分を売り込む場所であった。しかし、この雇用市の習慣は奴隷市場を連想させることから次第に下火になっていった。代わって登場したのが新聞広告と斡旋所である。これら二つの手段は特に都市部において頻繁に利用されていたが、詐欺などに利用されることもあり、知り合いに紹介してもらう方が好ましいとされていた。
最後に救貧院出身者には救貧院からの斡旋という途があった。救貧院では就業可能年齢になるとすぐに救済を打ち切り、収容者を働きに出したが、女性であれば選択の余地はほとんどなく、家事使用人の職が紹介された。しかし、このような救貧院出身者は給与が低い反面、高価な品物の扱いには慣れていないと考えられており、彼女らを雇い入れたのは中流でも最下層の人々がほとんどであった。

## 職業としての家事使用人
家事使用人という選択は20世紀初頭までは特別な技能を持たない女性にとって最大の、そして多くの場合、生計を立てるほとんど唯一の手段であった。この職業は自由意志にもとづく賃金労働という近代的な労働の条件を満たしてはいたが、多くの場合、住み込みでの勤務を求められた上に明確な勤務時間の規定が存在しなかった。また雇用者に対して無条件での服従を求められる場合も多く、そのため、中世的な奉公人から現代的な労働者に移行する上での過渡的な存在であると見なされる。

## 職種と概要
性別や作業内容によりいくつかの職種に分類される。以下に代表的なものを挙げる。

### アッパー・サーヴァント（上級使用人）
ランド・スチュワード
全使用人の長。主人の領地の管理をする役目を負い、農地を賃貸し、借地料を徴収し、境界線を調査し、借地人の間の争いを調停し、領収・支出の細かい記録を保管する。屋敷にランド・スチュワードがいない場合はバトラーが兼任していた。
※スチュワードは日本語訳では「家令」または「執事」と翻訳される場合が多い。したがって、スチュワード、バトラー共に執事にされ、区別が困難な場合がある。
ハウス・スチュワード
館の管理や、男性使用人の雇用や解雇を行った。役割上、堂々とした風采の持ち主が多かったらしい。屋敷にハウス・スチュワードがいない場合はバトラーが兼任していた。
バトラー
バトラーを参照。
マスター・オブ・ザ・ホース
厩舎の責任者。1825年ごろにはカントリー・ハウスからほとんど姿を消した。
レディーズ・メイド
侍女。別名ウェイティング・ウーマン。女主人の寝室での世話、衣装選びや着付け、髪結いや旅行の準備など全ての事柄に気配りをした。また、女主人がディナー・パーティーや舞踏会に出席すると夜遅くまで起きて待っていなければならなかった。
一般的にレディーズ・メイドはフランス人女性が良いとされ、フランス人でなくてもフランス人女性のような名前を名乗らされる場合もあったらしい。
女性使用人の中でも別格の位置付けだった。ただし、女主人が老齢になると職を失うかもしれないという不安があった。この職に就くには針仕事や帽子作りの技能を要した。使用人ではあっても出自は女主人とは近いランクである事も多いため、明確に下位の身分であるメイドと異なり女主人のお下がりの服を貰うことができた。
ジェントルマン・イン・ウェイティング
侍従。レディーズ・メイドの男性版。1825年ごろにはカントリー・ハウスからほとんど姿を消した。
ハウスキーパー（家政婦長）
ナニー、ガヴァネス、レディーズ・メイドの三者を除く、台所担当及び全ての女性使用人を管理・統括した。また食料品貯蔵室の鍵を預かり管理もしていた。リネンと高価な陶器の管理も任されており、自分の部屋と鍵がかかる戸棚とシンクを備えた小さな陶器部屋とは繋がっていた。私室は仕事部屋も兼ねていた。そこには奥行きの深い高棚と床から天井まで届く戸棚があり、保存食品、ピクルス、スパイス、極上の食品、菓子、砂糖、ビスケットが置かれていた。尊敬の印として独身であっても常に「ミセス」の冠付きで呼ばれていた。
クラーク・オブ・ザ・キッチン（厨房係）
食糧を調達し、肉屋、パン屋、食料品雑貨屋と値段を交渉する。ハウス・スチュワードがこうした商人への支払いをあてがう手持ち資金を支出し、注文はコックから定期的に出された。
ヘッド・シェフ／コック
一般には女性のコックが雇われていたが、大きな屋敷には男性のシェフがいた。男性のコックは女性スタッフに技術を教えるため短期間だけ採用されていることもあった。女性の料理人はハウスキーパーを兼ねる場合もあり、独身であっても常に「ミセス」の尊称付きで呼ばれていた。
仕事はその名のとおり料理人。キッチンの最高責任者でキッチンメイド、皿洗い女中たちを統括していた。邸宅勤めのコックの年収は19世紀末で50-70ポンド（約120万-168万円）だった。
ヘッド・ベイカー
パン職人。
糖菓製造人
パティシエ。
ヴァレット（従者、近侍とも）
主人の行き先に常にお供し、主人服装に気を使い、履物までも注意した。朝は主人を起こすことから仕事が始まり、主人が寝るまで仕事は終わらなかった。常に主人の気持ちを素早く察する必要があった。
グルーム・オブ・ザ・チェンバーズ
家具、暖炉、窓、鍵などの管理や客の送り迎え、部屋の案内、そして全てのレセプション・ルームの責任者として日に数回、いくつかの部屋を回って整えていた。フットマンの監督も行っていた。
大規模なカントリー・ハウスにしかいなかった。
屋敷のチェンバー（部屋）全てを管理する役目だったので複数形。
チェンバー・メイド
女主人の寝室の掃除、ベッド・メイキング、女主人の服装の世話をした。レディーズ・メイドと役割が重なる部分もある。
ナニー／ナースメイド
貴族の女性は子供を産んでも胸の形が崩れるから、社交に忙しいからという理由で母乳を与えることから下の世話に至るまでナニーに任せきりだった。また田舎の健康な女性の方が乳の出も良く、丈夫な子が育つとしてナニーに頼っていた。子供が乳離れした後の面倒を見るナニーもいた。子供の朝食を作り、子供に規則正しい生活を守らせ、子供にきちんと喋らせ、行儀振る舞いを厳しくしつけることが要された。子持ちである必要はなく、独身で若い女性もナニーの仕事をしていた。子供たちの就寝は18時30分ごろで、毎日1時間ほどしか居間で親たちに会うことができなかった。
ガヴァネス
住み込みの家庭教師。中流階級出身の女性はガヴァネスとコンパニオンしか仕事がなかったので、ガヴァネスは常に供給過剰状態だった。
コンパニオン
上流階級の女性の話し相手をする仕事。中流階級出身の女性がこの任に就いた。ガヴァネスと同じく常に供給過剰状態だった。
シャペロン
若い未婚の女性が外出する時、もしくは社交場に出る時に付き添いをした。多くは年配の婦人で社交の行儀作法が守られているかを監督する目付。
チューター
未成年者の後見人。

### ロワー・サーヴァント（下級使用人）
フットマン（従僕）
バトラーの直接の配下にいた。仕事は、夏は朝6時半から冬は朝7時から始まり、夜は家族が寝るまで働いた。主人たちが寝るのがどんなに遅かろうと、朝の勤務開始時間には変わりはなかった。忙しい夜は一睡もできなかったらしい。
仕事内容はランクによって異なり多岐にわたる。馬車に乗った女主人の世話、馬車の供回り（主人が馬車で出かける時に、シークレットサービスのように常に駆け足で伴走した）、夜間の明かり持ち、ブーツ磨き、石炭運び、ランプや蝋燭立ての世話、テーブルでの給仕、玄関で主人一家の帰りを待ち、ベルへの応答やパーティーの手伝いなどをした。また、主人を起こしたり、衣類にブラシをかけて揃えておき、夜会服を整えていつでも主人がディナー・パーティーに着ていけるようにした。午後の4時半には紅茶を、午後6時には酒類の用意をし、ディナーが終わると紳士たちの部屋の整理をし、衣服にブラシをかけ、夜10時半か11時には客間に酒を運んだ。
スチュワード・ルーム・フットマン
家令室（ランド・スチュワードの仕事部屋）の給仕。スチュワーズ・ボーイ（給仕見習い）と同じだと思われる。アッパー・サーヴァントたちが食事の時に給仕した。
スクールルーム・フットマン
勉強室付き従僕。
アンダー・バトラー
副執事。執事の助手。執事の仕事を手伝った。
マスター・オブ・ザ・サーヴァンツ・ホール
サーヴァンツ・ホールの責任者。
ペイジ・ボーイ（小姓）
主人の雑用を行う。
ホール・ポーター
荷物運びを行った。
ホール・ボーイ
キッチン・ポーター
オッド・ジョブ・マン
便利屋もしくは臨時雇いの人間を指す。食材を運んだり、力仕事を含む雑用をしていた。
セカンド・シェフ
アッパー・サーヴァントであるヘッド・シェフ（コック）の助手。
セカンド・ベイカー
アッパー・サーヴァントであるヘッド・ベイカーの助手。
ヘッド・キッチンメイド
台所の女中頭。キッチンメイドを管理・統括していた。
ファースト・キッチンメイド
第一女中。コックの下で料理の手伝いをする女性使用人。ファースト・キッチンメイドの仕事は毎朝7時までにキッチンに入り、鳥の翼と足を胴体に串で固定する。また、料理の手伝いやさまざまな料理の下拵え、アイスクリーム、ソースを作り、子供部屋に出す食事や使用人の食事も作った。年収は19世紀末で20-28ポンド（約48万-67万2000円）だった。
セカンド・キッチンメイド
第二女中。コックの下で料理の手伝いをする女性使用人。夏は朝の6時から、冬は朝の6時半から働き始めた。仕事内容は、朝はキッチンテーブルの支度から始まった。テーブルの中央にある真鍮の粉ふり器に粉と砂糖を縁まで入れ、塩入れにも塩をしっかり補充し、さらにコックが料理の付け合せに欲しいとも思った場合にはコックがすぐに取れるように生野菜とハーブの載った皿を用意しなければならなかった。また、コックとヘッド・キッチンメイドが作業するためのまな板を2枚、テーブルの両側に置く必要があった。そしてまな板の脇には白い布を置き、その上にはコックが朝食を調理し、盛り付けをするために必要なスプーンとナイフも並べた。使用したスプーンやナイフは食器洗い場へ急いで片付けて洗い、コックのスプーンとナイフの一式は食事の都度交換するか付け足した。
他には、小麦粉の準備、イーストを泡立つまで温める、パンを焼く底浅鍋に油をひいてファースト・キッチンメイドがいつでもパンを焼けるように準備（ファースト・キッチンメイドが忙しい時は代わりにパンを焼いた）、アイスケーブの支度、鰻の皮はぎ、また焼肉料理の時は50ポンド（約22.7kg）もの牛肉の前肢をレンジの火へ運んだ。
年収は19世紀末で14-22ポンド（約33万6000-52万8000円）だった。
2-3年経つと他の屋敷のファースト・キッチンメイドの職に応募して昇進することもできた。
サンドリー・ヴェジタブル・メイド（ヴェジタブル・ガール）
野菜係の女性使用人。野菜の下準備をした。
スカラリー・メイド（皿洗い女中）
大抵の場合、女性が初めて屋敷に奉公に行くと、最初に就く仕事は下っ端のハウスメイドか皿洗い女中だった。したがって、彼女たちの年齢は12-3歳程だった。
持ち場は食器洗い場で、仕事内容はキッチン道具のこすり洗い、床や棚磨きから鳥の羽根むしり、猟獣の皮を剥ぐといった雑用までもこなした。またキッチンメイドの数が少ない時は野菜を洗い調理した。就業時間は夏は朝の6時から、冬は朝の6時半から働き始め、夜は11時になっても鍋を洗っていた。年収は1880年で12-18ポンド（約28万8000-43万2000円）だった。
こんなに大変な仕事でも労働者階級の親たちにとって、結婚前の娘が皿洗い女中として働くことは家事を覚えるので良い花嫁修業と見なされていた。
皿洗い女中の服装は胸当てのついたオランダ・エプロンにたくしあげることができる袖付きの服（生地は丈夫なオックスフォード地）。それに厚い靴かブーツを履いていた。髪型は編んで帽子の中に収めていた。
1-1年半後にセカンド・キッチンメイドへ昇進できる機会があった。
ヘッド・スティ・ルーム・メイド
食料品貯蔵室の責任者。ハウス・キーパーの仕事を助け、あてがわれた自分の部屋に陶器類を保管した。ハウス・キーパーの部屋を掃除し、暖炉に火をつけるために毎朝6時に起きた。
スティルーム・メイド
ハウスキーパー（もしくはヘッド・スティ・ルーム・メイド）の下に就き、レンジや菓子製造用のオーブンがある食品室で働いていた。ここでハウスキーパーと共にジャム、ケーキ、ビスケット、紅茶、コーヒー、清涼飲料水、屋敷で採れた果物や花々の砂糖漬けなどを作った。
ハウスメイド
一般女中とも言われている。仕事範囲は多岐に渡り、使用人が食事や休息をとるサーヴァンツ・ホールで食事の手はずを整え、時には主人役も務めた。また、家具を磨くなど館全体を清潔にし、さまざまな雑用をこなした。部屋係や食卓係のメイドはその立場にふさわしい名前を持つべきものとされていた。本名はどうあれジェーン、メアリ、イーディスといったメイドとしてふさわしい名前を屋敷では名乗った。ハウスメイドのうち一番序列の高い（＝最先任の）メイドをヘッド・ハウスメイド（メイド長）と呼んでハウスキーパーの代行を担わせることもある。
メイド・オブ・オールワーク（雑役婦）
中流以下の家に雇われる、家事全般を行うメイド。一定以上の規模を持つ館ではメイドも職域によって分業がなされているが、多数のメイドを雇う余裕のない家庭では１～２名のメイドにあらゆることをさせるのが常だった。
メイド・オブ・ビトゥイーン
メイド経験のない年若い少女などが見習いとして館に入る際に用いられることが多かった立場。ビトゥイーン（～と～の間の意）とは「ハウスメイド」と「キッチンメイド」の間という意味であり、仕事を覚えるために双方の職務を兼務した。二つの職域をこなすため仕事量は膨大で、見習いという立場のため給金は安かった。
パーラー・メイド
食卓を整え、給仕を行い、訪問者の到来を告げたりした。
洗濯女中
その名の通り洗濯係。館一家の洗濯要員と使用人の衣類を洗う要員のランクに分かれていた。
ミルク・メイド（酪農婦）
キッチンメイドとほぼ同じ仕事をこなした。
コーチマン（御者）
アウトドア・スタッフの中では最高位を占めていた。馬が50-60頭もいるような大きなカントリー・ハウスでは2人の御者がおり、御者の助手であるアンダー・コーチマンが数人、その他大勢の馬丁がいた。
アンダー・コーチマン
コーチマンの助手。
グルーム（下男）
馬小屋の管理や飼っている馬の世話をする。
ポーター
領地のゲート・ハウスで入場者をチェックしたり、鍵をかけたりする。
庭師
植物の世話や館内の装飾をした。また訪問客をガイドする必要があるため、礼儀正しいマナーを身につけていなければならなかった。
パーク・キーパー
主に領地内の鹿の世話をする。
ゲーム・キーパー
狩の規則を知っていて、違反を咎める審判の役割をする。
ランプ・ボーイ／ブーツ・ボーイ
ハンティング時、汚れた猟の装具一式を次回に着用する時のために新品同様になるまで洗濯し、手入れをした。
ポスティリオン
騎手。馬の乗り手。
ヤード・ボーイ
雑役夫。
プロヴィジョン・ボーイ
食糧準備係。
フット・ボーイ
家庭用菜園管理者
機械工
火工
電話番
外線を直接受けて取り次ぐ。
メッセンジャー
伝令。伝言や手書きの書簡を相手先へ届けに行ったり郵便物の発送をする。
夜警
守衛。主人一家が寝静まった後、夜盗や侵入者に備える。
厩舎要員
自動車・ガレージ要員
運転手など。
体育室・ゴルフコース要員
窓拭き人夫頭
窓拭き人夫
吟遊楽人、トランペット吹き、鷹匠、道化師
いわゆる「芸能人」。祝宴の舞台で活躍した。

## 収入と世帯規模
参考までに各階層毎に適正、あるいは「身の丈にあった」とされた世帯の規模を大まかに記す。
中流最下層（150-200ポンド）
辛うじて雑働き女中を一人。
中流（-500ポンド）
料理人、女中、子守といった家事に必要な三人。男性使用人は雇えない。
中流上層（-1200ポンド）
実務上必要な三人に加え、男性使用人である従僕や、小間使いといった衒示的（誇示や外聞的）性格の強い使用人を雇う。女中が複数になる場合もある。
上流および中流最上層（-5000ポンド）
執事、家政婦といった使用人の管理を代行する上級職が加わる。
最富裕層
家令、外国人料理人、従者、洗濯婦を含む全ての使用人を雇用。